# 火星の計時

（赤）火星の季節の長さと地球上の季節と比較した時間（青）、春分、近日点、遠日点のマーク。

火星の計時（かせいのけいじ、英語: Timekeeping on Mars）。標準は存在しないが、火星には多くのカレンダーやその他の計時アプローチが提案されている。科学文献で最も一般的に見られるのは、時期を北の春分点からの度数として示しており、1955年4月11日に発生した春分点から始まる火星の年の番号付けがますます使用されている。
火星は、地球と同様の赤道傾斜角と自転周期を持っており、地球のように春、夏、秋、冬の季節が存在する。火星日、つまり火星の日は、地球の日より1時間未満長くなる。火星の年は地球のほぼ2倍の長さで、軌道離心率はかなり大きいため、季節の長さは大幅に異なる。

## Sols
火星の恒星日の平均の長さは24 h 37 m 22.663 s （SI単位に基づいて88,642.663秒）であり、太陽時の長さは、24 h 39 m 35.244 s（88,775.244秒）である。地球の対応する値は現在、それぞれ23 h 56 m 4.0916 sと24 h 00 m 00.002 sであり、変換係数は1.0274912517 Earth days / solになる。したがって、火星の太陽日は地球の太陽時よりも約2.75％長くなる。
「Sol」という用語は、火星の太陽時の期間を指すために惑星科学者によって使用され、この用語は、地球の「日」との混同を避けるために、NASAのバイキング計画（1976年）で採用された。演繹的に、火星の「太陽時」は火星の1⁄24（1時間1分33秒）、「太陽分」は太陽時の1⁄60（61.6秒）となる。

### 火星日
地球上の太陽の日数を計算するとき、天文学者はしばしばユリウス暦の日付（単純な連続した日数）を計時の目的で使用する。火星の類似システムは「[f]または火星の地球ベースの大気、視覚的マッピング、および極冠観測に関する歴史的有用性...、sol数の連続カウント」 が提案されている。この火星日（MSD）は、「1877年のペリヘリック衝の前に」始まる。したがって、MSDは、1873年12月29日（天文学者カール・オットー・ランプランドの誕生日）以降の火星日数である。数値的には、火星日はMSD =（国際原子時を使用したユリウス日-2451549.5 + k ）/1.02749125 + 44796.0として定義される。kは、エアリー0の本初子午線の正確な地理的位置が不確実な為、約1⁄7200 d（または12秒）の補正である。

## 時刻
これまで宇宙船着陸船プロジェクトで使用されてきた慣習は、24時間制の「火星時計」を使用して現地の太陽時を列挙することであった。この時計では、時、分、秒が標準（地球）の時間より2.75％長くなっている。
これには、23:59を超える時間を処理する必要がないため、標準のツールを使用できるという利点がある。火星の正午の時刻は12:00で、地球の時刻は真夜中から12時間20分後となる。
マーズ・パスファインダー、火星探査ローバー（MER）、フェニックス、およびマーズ・サイエンス・ラボラトリーミッションでは、運用チームは「火星時間」に取り組んでおり、地球の日ではなく火星の着陸地点の現地時間に同期している。これにより、乗組員のスケジュールは、毎日地球時間の約40分後にスライドする。地球時間ではなく火星時間で調整された腕時計は、MERチームメンバーの多くによって使用された。
現地の太陽時は、火星着陸船の日常活動の計画に大きな影響を及ぼす。着陸した宇宙船のソーラーパネルには日光が必要である。火星には地球の厚い大気やそのような変動を和らげる海がないため、その温度は日の出と日の入りで急速に上下する。最近、火星を研究している科学界で、火星の現地時間を火星の日の1/24と同様に定義するというコンセンサスが得られた。

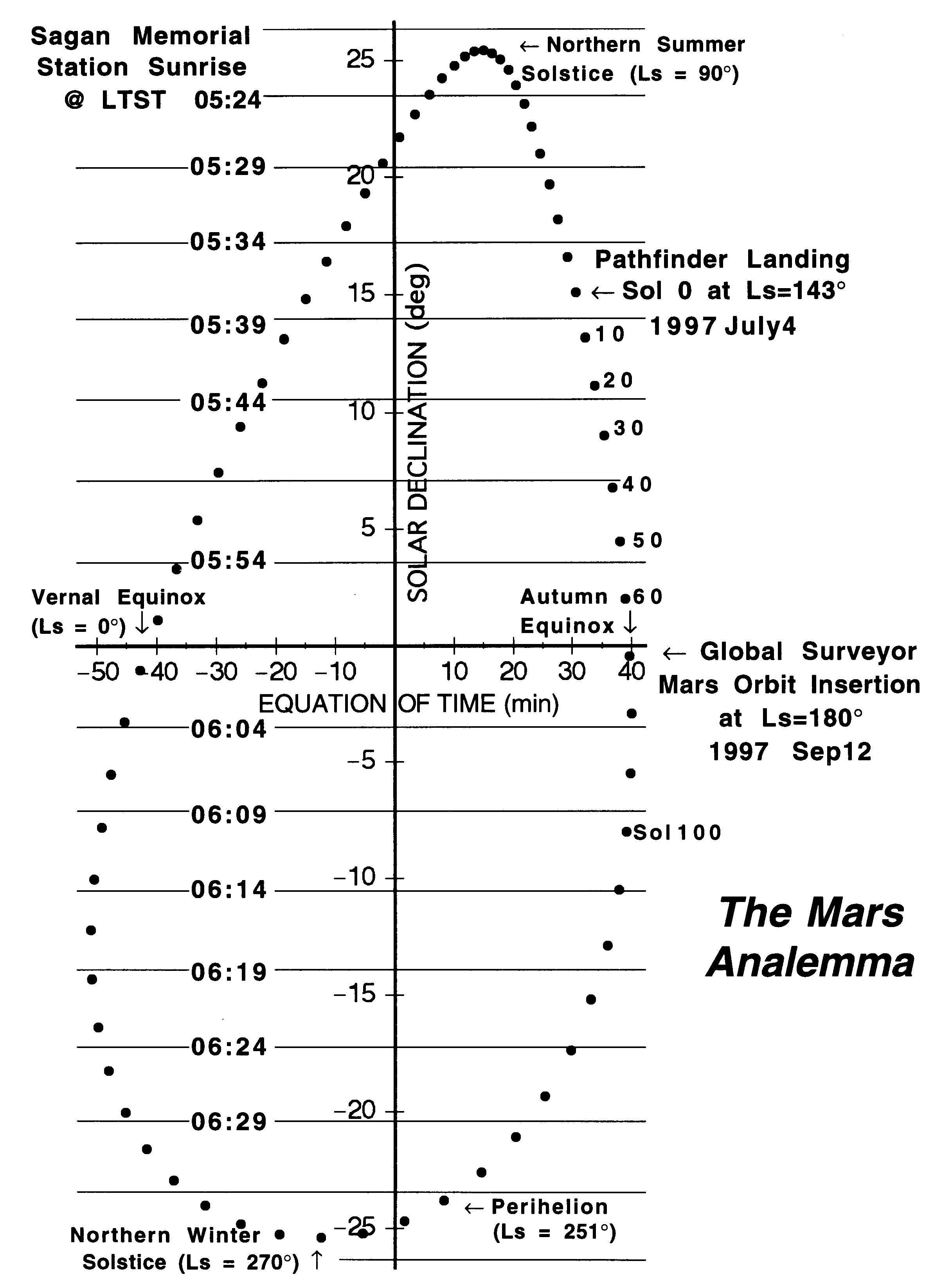
火星のアナレンマ

地球と同様に、火星上にも、日時計の時間と均一な（時計）時間の差を表す均時差がある。均時差はアナレンマで示され、軌道離心率のため、太陽時の長さは完全に一定ではない。その軌道離心率は地球よりも大きいため、1日の長さは平均から地球よりも大きく変動し、均時差は地球よりも大きく変動する。火星では、太陽は火星の時計より50分遅く、または40分速くなる可能性がある（地球上では、対応する数値は14分 22秒遅く、16分 23秒秒速くなっている）。
火星には本初子午線があり、エアリー0を通過すると定義されている。本初子午線は、1830年にドイツの天文学者ヴィルヘルム・ベーアとヨハン・ハインリッヒ・メドラーによって最初に提案された。アルベド地形のフォークは、後にイタリアの天文学者ジョヴァンニ・スキアパレッリによってサイナス・メリディアニと名付けられた。この条約は天文学界ですぐに採用され、その結果、火星は、1884年の国際子午線会議が地球のために本初子午線を確立する半世紀前に世界的に受け入れられた本初子午線を持っていた。その後、宇宙船の画像に基づいて、火星の本初子午線の定義は、テラメリディアニのクレーターエアリー0の中心として修正された。
ただし、火星には、地球のように本初子午線から一定の間隔で定義されたタイムゾーンがない。これまでの各着陸船は、19世紀に標準時が導入される前に都市が地球上で行っていたように、基準のフレームとして現地の太陽時の近似値を使用してきた。（2つのマーズ・エクスプロレーション・ローバーは、約12時間1分離れている。）
1990年代後半から火星にマーズ・グローバル・サーベイヤーが到着して以来、火星の位置を特定するために最も広く使用されているシステムは、火星の中心から東経0°〜360°の経度と緯度の角度を測定する平面中心座標である。それ以前に使用されていた代替システムは、経度を西経0°〜360°として測定し、緯度を地表にマッピングして決定する惑星座標。ただし、MAVENオービタープロジェクトなどでは、惑星座標が引き続き使用されている。

### 調整された火星時間
調整火星時間（英語: Coordinated Mars Time（MTC））または火星調整時間は、地球上の世界時（UT1）に類似した火星時間が提案された。これは、火星の本初子午線での平均太陽時として定義される。「MTC」という名前は、Terran協定世界時（UTC）に対応することを目的としているが、これはやや誤解を招く可能性がある。UTCを他の形式のUTと区別するのはうるう秒であるが、MTCはそのようなスキームを使用していない。その為、MTCはUT1に類似している。
惑星の標準時としての「火星協定世界時」という用語の使用は、2000年にジャーナル記事に最初に登場した。略語「MTC」は、NASAゴダード宇宙科学研究所によってコード化された関連するMars24サンクロックのいくつかのバージョンで使用されていた。そのアプリケーションは、グリニッジ標準時（GMT）と同様に、標準時間を「エアリー平均時」（英語: Airy Mean Time（AMT））としても示している。天文学的な文脈では、「GMT」は世界時、またはより具体的にはUT1の非推奨の名前。
AMTもMTCも、ミッションの計時にはまだ採用されていない。これは、エアリー0の位置（他の経度との相対）に関する不確実性に起因している。これは、調査対象の地点でAMTを現地時間ほど正確に実現できなかった為である。マーズ・エクスプロレーション・ローバーミッションの開始時、エアリー0の位置の不確実性は、AMTの実現における約20秒の不確実性に対応していた。本初子午線の位置を調整するために、バイキングランダー1が47.95137°Wにあるという仕様に基づくことが提案されている。

## 年

### 年と季節の定義
火星が星に関して太陽の周りを1周回するのにかかる時間は、恒星年であり、約686.98地球太陽日（約1.88地球年）、または668.5991 solである。火星の軌道の離心率の為、季節は同じ長さではない。
季節が分点から至点、またはその逆であると仮定すると、季節L S 0 L S 90（北半球の春/南半球の秋）は、194 solが続く最長の季節であり、Ls180からLs270（北半球の秋/南半球の春）は最短の季節で、火星日は142 solしか続かない。
地球と同様に、恒星年はカレンダーの目的に必要な量ではない。同様に、季節の進行に最もよく一致するため、太陽年が使用される可能性がある。火星の自転軸の歳差運動により、恒星年よりわずかに短くなっている。歳差運動の周期は93,000火星年（175,000地球年）であり、地球よりもはるかに長い。太陽年でのその長さは、恒星年と太陽年の差を太陽年の長さで割ることによって計算できる。
太陽年の長さは、ケプラーの惑星運動と歳差運動の第2法則の影響により、測定の開始点によって異なる。3月（北）の分点年、6月（北）の至点年、9月（南）の分点年、12月（南）の至点年、平均太陽に基づく太陽年など、さまざまな年が考えらる。（3月の分点年を参照）。
地球上では、太陽年の長さの変動は小さく、6月の至から6月の至までの平均時間は、12月の2つの至の間よりも約1000分の1日短くなっている。しかし火星では、軌道の離心率が大きいため、はるかに大きくなる。北向きの分点の年は668.5907 sol、北の至点の年は668.5880 sol、南向きの分点の年は668.5940 sol、南の至点の年は668.5958 sol（北の至点より0.0078 sol多い）。（地球と同様に、火星の北半球と南半球は季節が逆であるため、曖昧さを取り除くために、分点と至点を半球でラベル付けする必要がある）。
季節は、分点と至点で太陽経度（Ls）の90度間隔で始まる。
| 太陽経度（Lsº） | イベント     | 月         | 北半球   | 北半球   | 南半球   | 南半球 |
| 太陽経度（Lsº） | イベント     | 月         | イベント | シーズン | イベント | 季節   |
| --------------- | ------------ | ---------- | -------- | -------- | -------- | ------ |
| 0               | 北向きの分点 | 1、2、3    | 春分     | 春       | 秋分     | 秋     |
| 90              | 北至         | 4、5、6    | 夏至     | 夏       | 冬至     | 冬     |
| 180             | 南向き分点   | 7、8、9    | 秋分     | 秋       | 春分     | 春     |
| 270             | 南至         | 10、11、12 | 冬至     | 冬       | 夏至     | 夏     |

## フィクションの火星の時間
火星での時間に関する最初の既知の言及は、パーシー・グレッグの小説 「アクロス・ザ・ゾディアック」（1880年）に登場する。solの一次、二次、三次、および四次の分割は、番号12に基づいている。solには、年末まで0の番号が付けられ、カレンダーに追加の機能はない。その時代は「単一の州におけるすべての人種と国家の連合、13,218年前に正式に設立された連合」。

### 20世紀
エドガー・ライス・バローズは、「火星の女神」（1913年）で、solのzodes、xats、talsへの分割について説明した。おそらく火星の年を火星の687日間続くと誤解した最初の人物であったが、彼は最後からはほど遠いものであった。
ロバート・A・ハインラインの小説「レッド・プラネット」（1949年）では、火星に住む人間は24ヶ月のカレンダーを使用し、おなじみの地球の月と、セレスやゼウスなどの新しく作成された月を交互に使用している。たとえば、セレスは3月以降4月前に発生し、ゼウスは10月以降11月前に発生する。
アーサー・C・クラークの小説「火星の砂」（1951年）は、「月曜日は通常の方法で日曜日に続いた」と「月も同じ名前で、長さは50〜60日であった」と述べている。
H・ビーム・パイパーの短編小説「オムニリンガル」（1957年）では、火星の暦と周期表が、火星の文明が残した記録を考古学者が解読するための鍵となっている。
カート・ヴォネガットの小説「タイタンの妖女」 （1959年）は、火星の暦を21か月に分割して説明している。
デビッド・G・コンプトンの小説「さらば、地球の至福」 （1966年）で次のように述べている。監獄船が火星に向かっている間、「船内の誰も、入植地の人々がどのように彼らの678日間の年を組織したであろうかについての本当の考えを持っていませんでした。」 。
火星のテラフォーミング（本のキャラクターでは「アレス」と呼ばれる）に設定されたイアン・マクドナルドの「火星夜想曲」（1988年）では、キャラクターは、「Julaugust」、「Augtember」、「Novodecember」など、グレゴリオ暦の月のかばん語である暗黙の24ヶ月暦に従う。
フィリップ・K・ディックの小説「火星のタイムスリップ」とキム・スタンリー・ロビンソンの「火星三部作」（1992年〜 1996年）の両方で、時計は地球標準の秒、分、時間を保持するが、深夜に39.5分間フリーズする。火星の架空の植民地化が進むにつれて、この「タイムスリップ」は一種の魔女の時間になり、抑制を取り除くことができる時間になり、地球とは別の存在としての火星の新たなアイデンティティが賛美される。（これが火星全体で同時に発生するのか、それとも各経度の真夜中に発生するのかは明確に述べられていない。 ）火星三部作でも、暦年は24ヶ月に分割され、月の名前はグレゴリオ暦と同じであるが、前に「1」または「2」があり、その月の最初または2番目の出現を示す（たとえば、1月1日、1月2日、2月1日、2月2日）。

### 21世紀
火星のテラフォーミングを舞台にした天野こずえのマンガ・アニメシリーズ「ARIA」（2001〜 2002年）では、暦年も24ヶ月に分けられている。現代の日本の暦に従って、月には名前が付けられていないが、1ヶ月目から24ヶ月目まで順番に番号が付けられている。
ダリアン暦は、火星を舞台にしたフィクションのいくつかの作品で言及されている。
- スタートレック：時間的調査部門：クリストファー・L・ベネット（英語版）による時計の監視、「ポケットブック/スタートレック」（2011年4月26日）
- ハンヌ・ライアニエミによる「量子泥棒（英語版）」、トーア・ブックス;復刻版（2011年5月10日）

アンディ・ウィアーの小説「火星の人」（2011年）と「オデッセイ（長編映画）」（2015年）では、主人公が火星に費やす時間を強調するために、Solがカウントされ、画面上のタイトルカードで頻繁に参照されている。

## MSDとMTCを計算する式
火星日（MSD）はように、地球時（TT）と呼ばれるユリウス日から計算できる。
MSD =（JD TT − 2405522.0028779）/ 1.0274912517
ただし、地球時は協定世界時（UTC）ほど簡単には利用できない。TTは、最初に差TAI-UTCを加算することにより、UTCから計算する。これは、うるう秒の導入によって時折更新される正の整数秒であり（現在のうるう秒数を参照）、次に一定の差TT-TAI = 32.184 sを加算する。これにより、UTC参照のユリウス日からMSDを与える次の式が得られる。
MSD =（JD UTC +（TAI-UTC）/ 86400-2405522.0025054）/ 1.0274912517
ここで、TAI-UTCの差は秒単位。JD UTCは、エポックのユリウス日を日数のタイムスタンプに追加することにより、エポックベースのタイムスタンプから計算できる。たとえば、tが秒単位のUnixタイムスタンプである場合、
JD UTC = t / 86400 + 2440587.5
単純な置換によって、次のようになる。
MSD =（ t +（TAI-UTC））/ 88775.244147 + 34127.2954262
MTCは、MSDの小数部分であり、時間、分、秒で表される:
MTC =（MSD mod 1）×24時間

例えば、このページが最後に生成されたとき (12 3月 2025, 09:54:06 UTC) :
- JDTT = 2460746.91337
- MSD = 53747.32914
- MTC = 07:53:58

## ノート
1. ↑  Sol (borrowed from the Latin word for sun) is a solar day on Mars